# Corrente heliosférica difusa

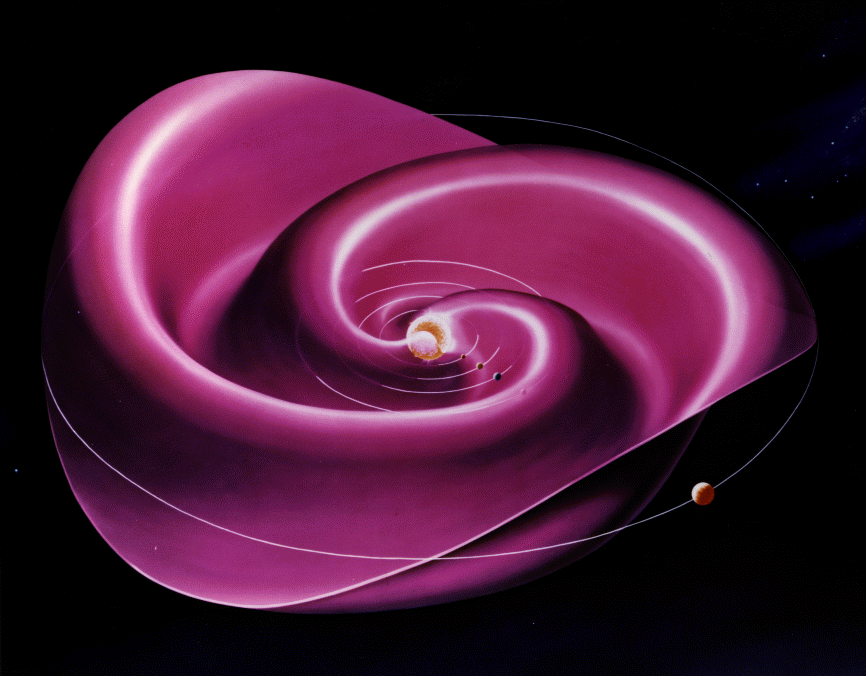
A corrente heliosférica difusa estende-se até as regiões exteriores do Sistema Solar, e resulta da influência do campo magnético do Sol em rotação no plasma no meio interplanetário.

A corrente heliosférica difusa (HCS) é a superfície dentro do Sistema Solar onde a polaridade do campo magnético do Sol muda de norte para sul. Esta superfície estende-se ao longo do plano equatorial na heliosfera. O formato da corrente difusa resulta da influência da rotação do campo magnético solar no meio interplanetário (vento solar). Foi descoberta por John M. Wilcox e Norman F. Ness, que publicaram a descoberta em 1965.